# Saint-Paul-Trois-Châteaux
Saint-Paul-Trois-Châteaux is een gemeente in het Franse departement Drôme (regio Auvergne-Rhône-Alpes). De gemeente telde 8.776 inwoners op 1 januari 2022. De plaats maakt deel uit van het arrondissement Nyons.
De streek eromheen wordt Tricastin genoemd, naar de Gallo-Romeinse volksstam Tricastini. De stad was de zetel van een bisdom van de 4e eeuw tot de Franse Revolutie. De naam van bisschop Paulus, een Gallo-Romein, werd aan de naam van de stad toegevoegd.
De voormalige kathedraal Notre-Dame werd gebouwd in de 12e en de 13e eeuw in Provençaalse romaanse stijl.

## Geografie
De oppervlakte van Saint-Paul-Trois-Châteaux bedroeg op 1 januari 2022 22,04 vierkante kilometer; de bevolkingsdichtheid was toen 398,2 inwoners per km².
De onderstaande kaart toont de ligging van Saint-Paul-Trois-Châteaux met de belangrijkste infrastructuur en aangrenzende gemeenten.

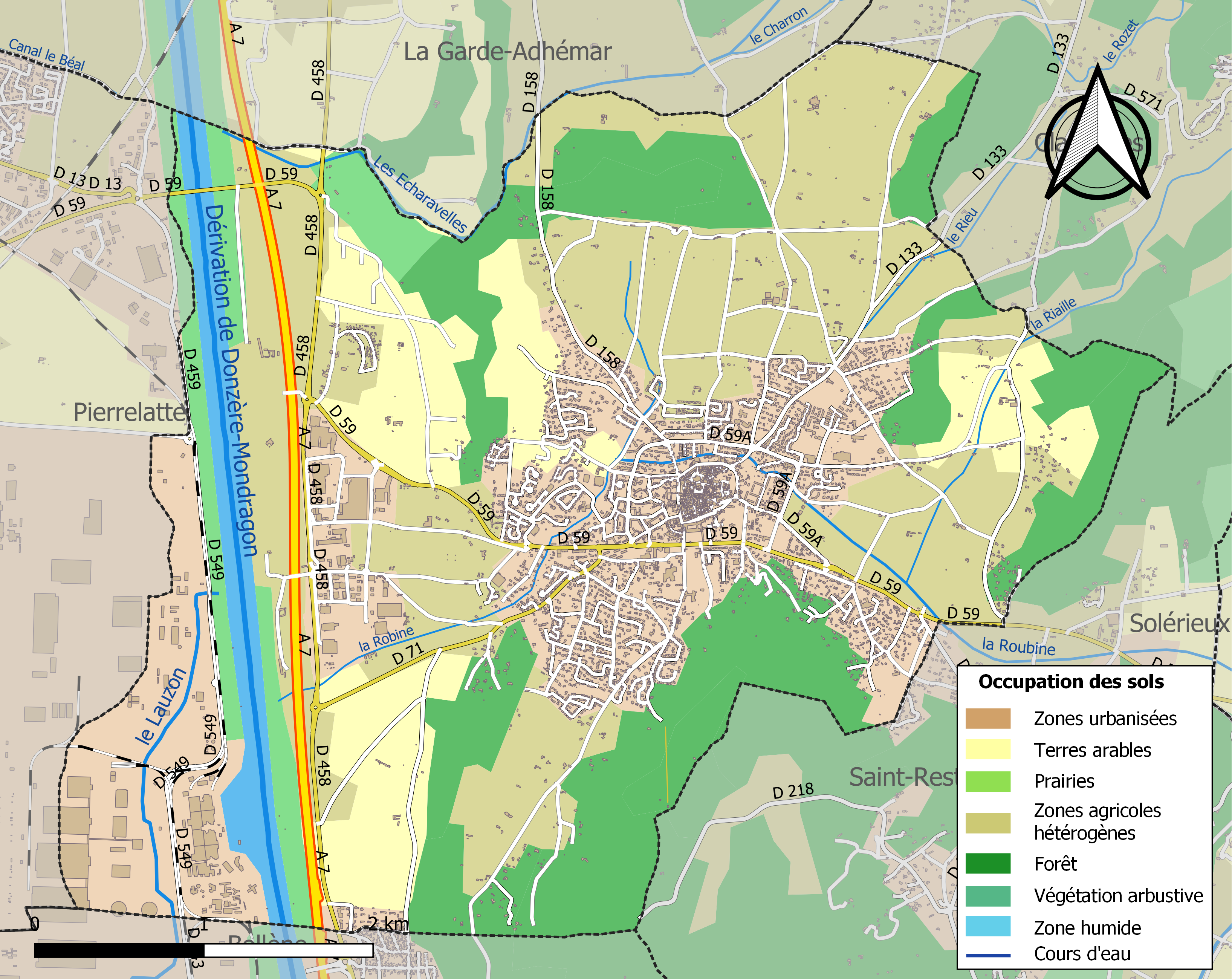

## Demografie
Tussen 1999 en 2004 steeg de bevolking met 20%.
Onderstaande figuur toont het verloop van het inwonertal (bron: INSEE-tellingen).

## Sport
Saint-Paul-Trois-Châteaux is vier keer etappeplaats geweest in de wielerkoers Ronde van Frankrijk. In alle gevallen ging het om de start van een etappe. De voorlopig laatste keer was op 17 juli 2024.

## Geboren in Saint-Paul-Trois-Châteaux
- Jean-Raymond de Petity (1724-1780), priester en encyclopedist